# Cambuquira
Cambuquira est une municipalité brésilienne de l'État du Minas Gerais et la microrégion de São Lourenço.